# 味舌藩

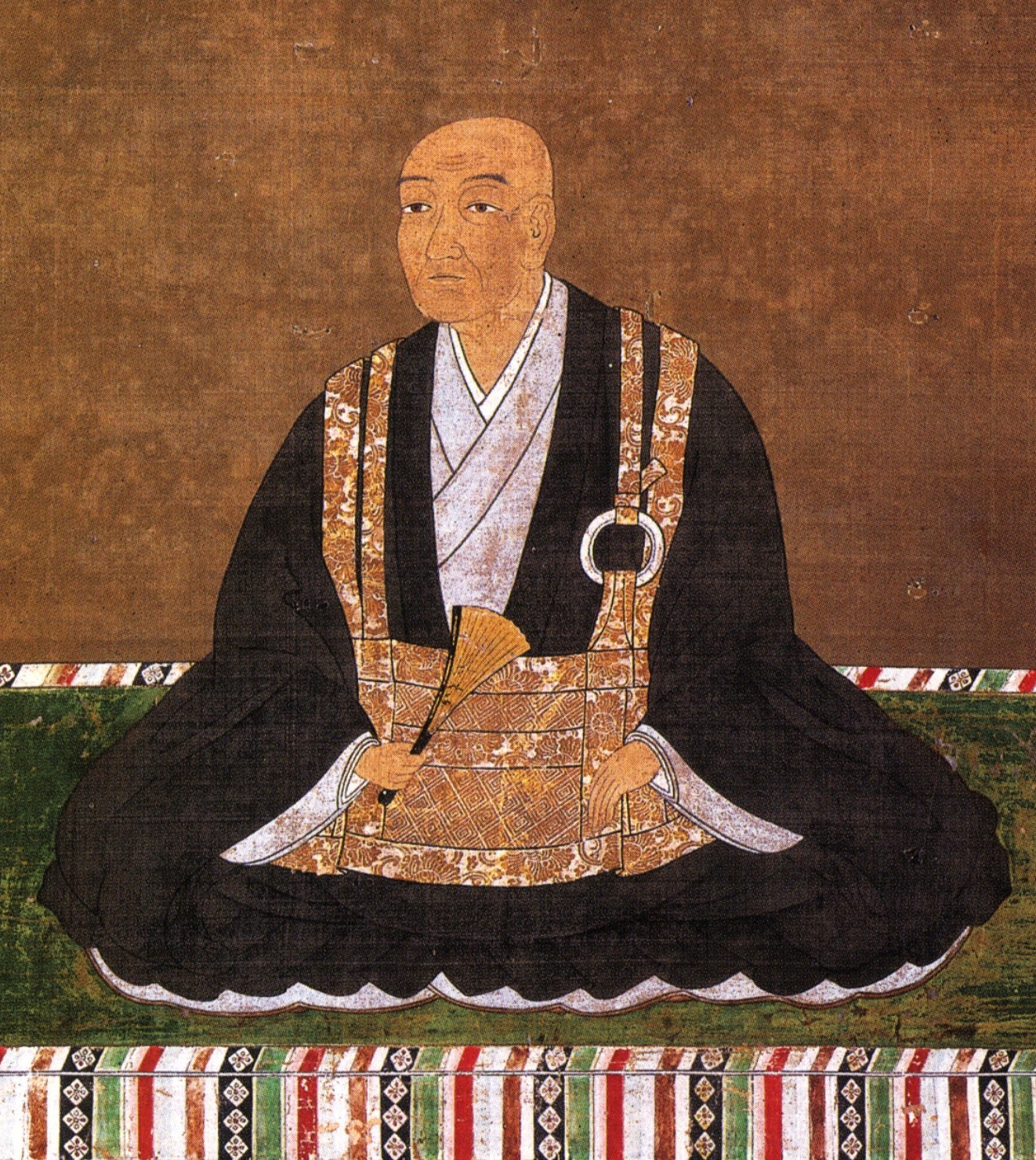
織田長益（有楽斎）

味舌藩（ましたはん）は、摂津国島下郡味舌（現在の大阪府摂津市三島付近）を居所として、江戸時代初期に存在した藩。1600年、当地を所領としていた織田長益（有楽斎）が加増を受け、3万石の大名となり成立。所領の大部分は大和国内にあった。1615年、長益の子2人に1万石ずつ分与され、残る1万石は長益の隠居料となった。

## 歴史

### 豊臣政権下の織田長益領
織田信長の弟長益（有楽斎）は、豊臣秀吉に仕えた時代、摂津国島下郡味舌で2000石を知行していた。『寛政重修諸家譜』によれば、長益の五男である織田尚長は慶長元年（1596年）に味舌で生まれたとある。

### 関ヶ原の合戦から大坂の陣まで
慶長5年（1600年）の関ヶ原の戦いの際には、長益は徳川家康に従い、関ヶ原本戦にも参加した。戦後、味舌の本領が安堵された上、新たに恩賞として大和国山辺郡内に2万8000石を加増された。これにより都合3万石を知行することとなり、大名に列した。
なお、関ヶ原の戦いでは、庶長子の織田長孝も功績を挙げ、戦後に美濃国大野郡内1万石が与えられている（野村藩）。長孝は慶長11年（1606年）に父に先立って没した。
関ヶ原の戦いののちの長益は、大坂城に出仕して淀殿・豊臣秀頼母子を支えた。淀殿の叔父として、秀頼の親類衆筆頭の立場にあり、大坂の豊臣氏（羽柴氏）の政権にあって一定の影響力を有し、家老の片桐且元と対抗しうる存在であったと考えられる。
長益の嫡男の立場にあった二男の織田頼長は、慶長14年（1609年）に猪熊事件に関与した廉で江戸幕府から詮索を受け、秀頼への出仕も停止された。長益との関係も悪化したという。しかし、慶長18年（1613年）頃に秀頼家臣として復帰した頼長は、幕府との対決を図り、大野治長と結んで片桐且元の誅殺を画策した。事態は大坂城内にある双方の上屋敷に軍勢が集結して対峙する状況に発展し、片桐且元・貞隆兄弟は慶長19年（1614年）9月27日に大坂城外の下屋敷へ、10月1日には大坂そのものを退去するに至った。この過程で長益は、頼長とともに且元排除に積極的な役割を果たしたとの見解がある。長益は幕府に対し、且元の追放が幕府への敵対を意味するものではないと書状で弁明しているが、幕府は大坂攻撃を開始した。且元追放後の大坂方は織田長益と大野治長が主導し、大坂冬の陣を戦った。紆余曲折を経て和議が成立し、和睦条件として大坂城の堀は埋め立てられた。しかし、牢人衆の退去は進展しなかった。
慶長20年/元和元年（1615年）1月、幕府軍が大坂から引き揚げると、在城衆は再戦の準備を始めた。こうした状況下で、織田長益は大坂城から退去した。再戦推進の声の大きい在城衆との対立に敗れたものと捉えられる。こうして大坂夏の陣が始まり、5月8日に大坂城は落城、淀殿と秀頼は自害した。
大坂の陣後の元和元年（1615年）、3万石のうち1万石（大和国式上郡・山辺郡、摂津国島下郡のうち）を四男長政（戒重藩）に、1万石（大和国式上郡・山辺郡のうち）を五男尚長（柳本藩）にそれぞれ分与し、残余の1万石は自分の養老料（隠居料）とした。味舌はこの所領分割の際に戒重藩（のちに居所を移転し芝村藩）の所領となった。

### 所領分割後の長益隠居料
諸書において、長益の隠居料となった1万石が「味舌藩」の記述の中で扱われているため、本記事でも以後の「味舌藩」について説明する。
元和7年（1621年）12月13日、長益は京都東山において死去した。これによって味舌藩は廃藩になったとされる。
『大和芝村織田家譜』によれば、長益は二男織田頼長の遺児である織田長好（三五郎）を「嫡孫」とし、時を待って幕府に願い出を行い、隠居料1万石を譲ろうとしていたという。しかし、大坂の陣の際の頼長の動向が障害となり、要請は滞った。宿志を果たさぬまま長益は没し、1万石は公収されたという。長好は茶人として著名であり、長益の茶道具とともにその茶法（有楽流）を継承したが、慶安4年（1651年）に死去した。長好に子はなかった。
『寛政重修諸家譜』において、織田長益の家は長孝からその長男・織田長則に継承され、長則の代で無嗣により絶家になったと記されている。ただし、長則がいつ、誰の知行を継いだかは記載されていない。長則は長孝の野村藩を継いだと見られるが、祖父・長益の遺領である「味舌藩」を継いだとする見解もある。長則が「味舌藩」を継いだとするならば、その廃藩の時期は長則が死去した寛永8年（1631年）となる。

## 領地

### 味舌

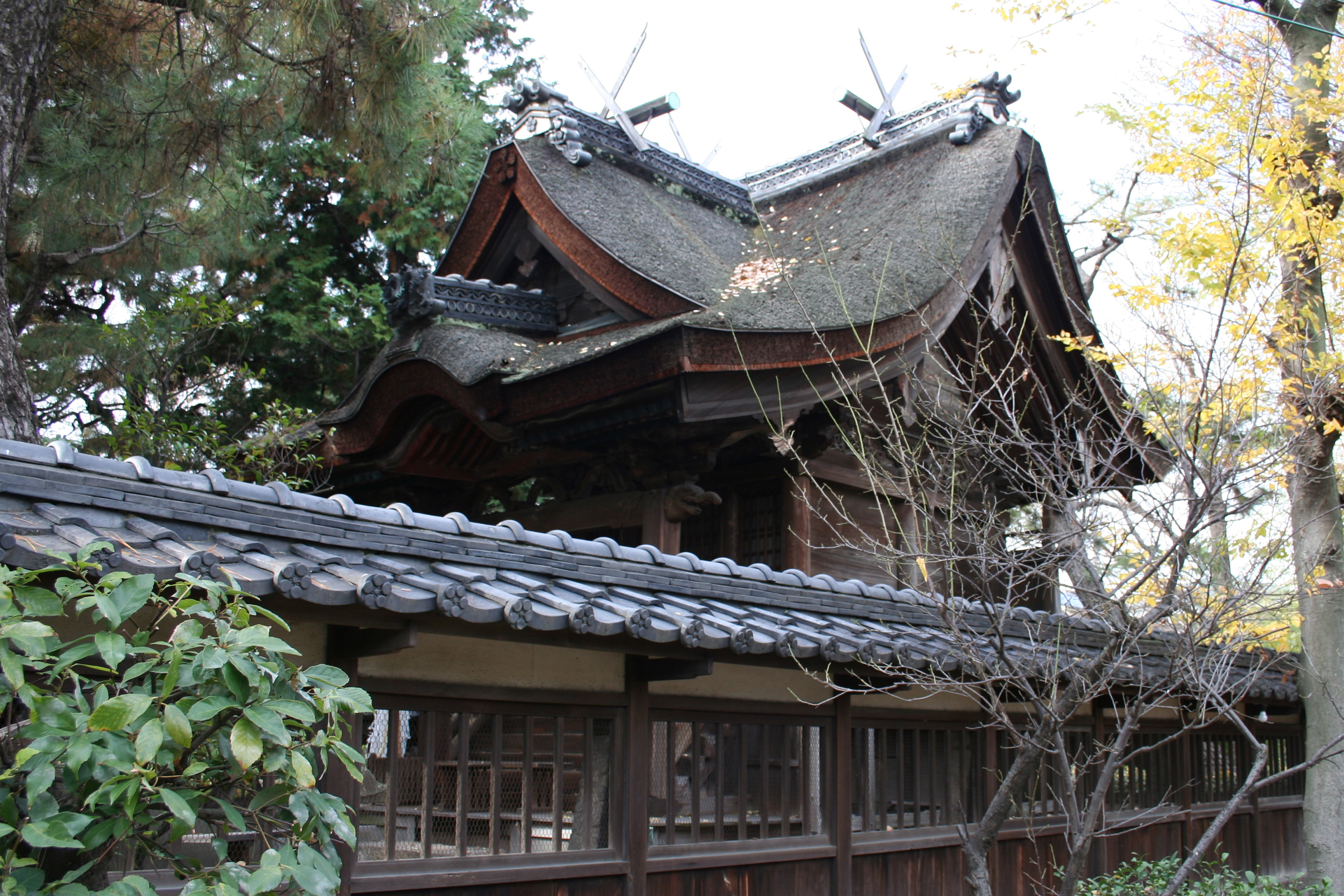
長益の子・織田尚長が造営した味舌天満宮本殿

平安時代、当地には味舌荘と呼ばれる荘園があった。近世（江戸時代）には庄屋村・坪井村・味舌上村・味舌下村・正音寺村の5か村に分かれ、これら5か村の総称として「味舌村」が用いられた。延宝4年（1676年）時点で「味舌村」の村高は2148石余。
『角川日本地名大辞典』によれば、5か村のうち庄屋村・坪井村・味舌上村・味舌下村は、幕末の時点で大和芝村藩（戒重藩が居所を移転したもの）領であった。ただし、寛文4年（1664年）の寛文印知では摂津国島下郡内5か村2148石余が戒重藩領であると記され、また延享2年（1745年）の資料でも味舌の全域（本村4村・枝村1村の計5か村、2148石余）が芝村藩領であったという。
味舌天満宮の現在の社殿は、当地で誕生した大和柳本藩主・織田尚長が寛永12年（1635年）に造営したものである。